# 魏荒弩
魏荒弩（1918年8月2日—2006年12月9日），原名魏绍珍，后改名魏真，男，河北无极人，中国翻译家。中国作家协会会员，中国翻译协会名誉理事。

## 生平
1918年8月2日，出生于直隶省无极县柴城村（今属河北省）。1931年，就读于保定培德中学。同年九一八事变后，参加抗日救亡下乡宣传队。1934年，入无线电专科学校，开始自修世界语，尝试文学翻译:623。
全面抗日战争爆发后，于1938年迁至贵州省的遵义外国语专科学校，就读于俄文专业，同年开始发表作品。1940年毕业，同年参与筹建中华全国文艺界抗敌协会贵阳分会。1941年，前往昆明，译出德国世界语诗人蒂奥·蓉的长诗《爱的高歌》，被收入牧丁主编的《诗星丛书》。1943年，任昆明国立东方语言专科学校讲师，译出苏联作家潘菲洛夫的中篇小说《火线琐记》，出版译诗集《希望》。与邱晓崧先后合编《枫林文艺》、《诗文学》和《诗文学丛书》，译出果戈理的剧本《结婚》（1945年，昆明华侨书店）。1945年夏，赴陕南城固，任西北大学外文系讲师，1946年，到达北平。1947年，入北平铁道管理学院，历任讲师、副教授:624。
1949年1月北平和平解放后，担任交通大学北京铁道管理学院院委会委员兼秘书长及俄文专修科主任。7月，出席中华全国文学艺术工作者第一次代表大会，旋即加入全国协会（1953年改称中国作家协会）。同时为中苏友好协会发起人之一。1950年，出席北京市第一次文代会，受聘为北京大学俄语语言文学系教授。1989年离休。
2006年12月9日10时02分，在北京人民医院病逝。

## 作品
- 《枥斋余墨》[6]
- 《伊戈尔远征记》，1957年，人民文学出版社
- 《捷克诗歌选》
- 《捷克小说选》
- 《俄国诗选》
- 《涅克拉索夫诗选》（涅克拉索夫）[7]
- 《涅克拉索夫文集》（三卷）
- 《十二月党人诗选》

## 奖项
- 《涅克拉索夫文集》荣获全国第二届优秀外国文学图书奖一等奖。
- 2004年，中国翻译协会“资深翻译家”荣誉称号。